# Sclerometro

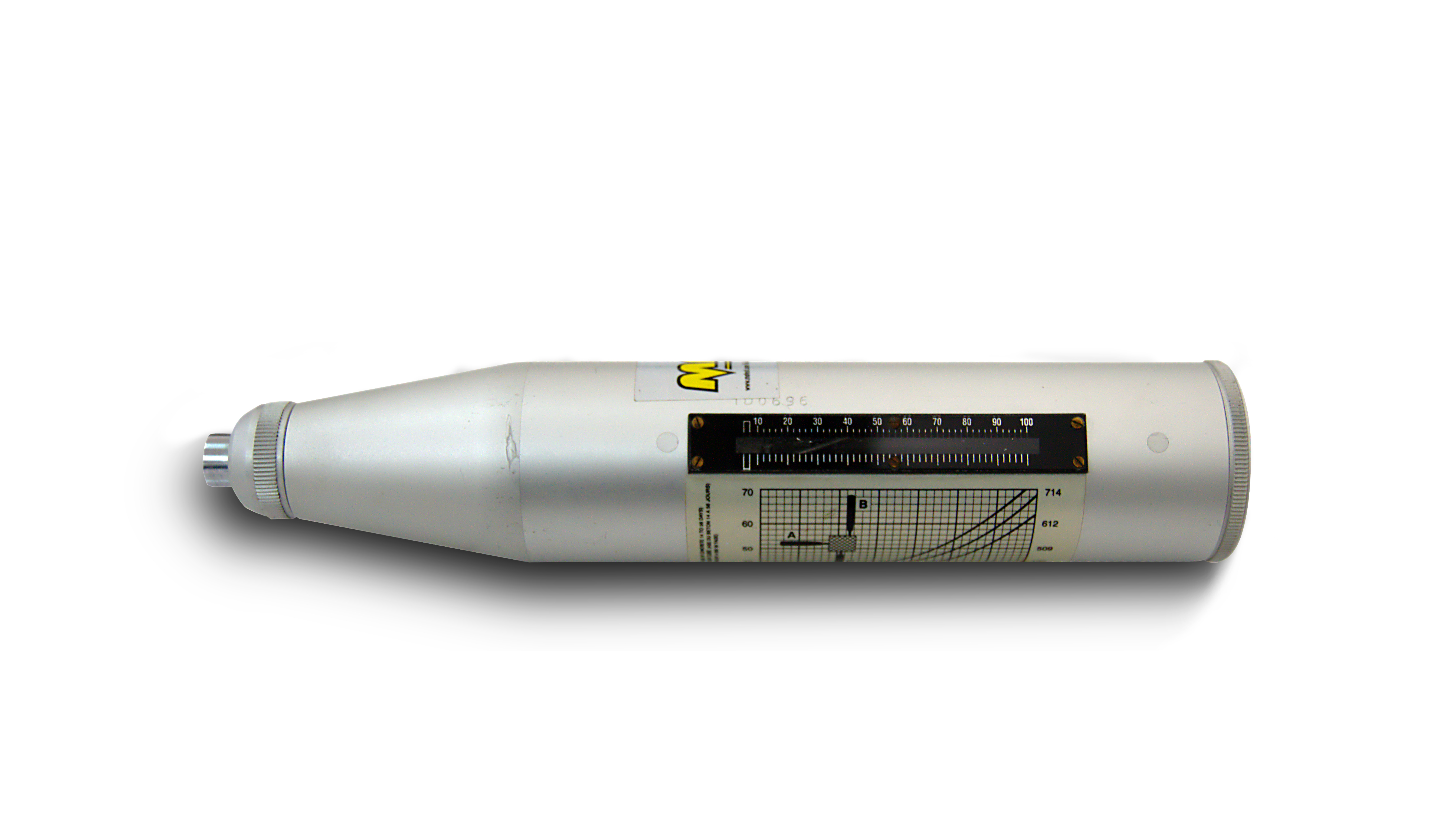

Lo sclerometro (comp. dal greco ant. "misura di quanto è duro" [skléros]) è uno strumento per l'effettuazione di prove empiriche in situ e non distruttive (PND), dette prove sclerometriche, finalizzate ad accertare la stima speditiva della resistenza meccanica di elementi strutturali in calcestruzzo o talvolta in muratura ma anche di rocce.
Tale stima si basa sulla misura della durezza superficiale del materiale da testare, la quale è rapportata all'indice di rimbalzo dello strumento come meglio spiegato in seguito.
Sono le prove non distruttive più frequentemente utilizzate dai tecnici, sebbene i valori che restituiscono, se non abbinate a prove ultrasoniche (metodo sonreb), non risultino estremamente esaustivi.

## Funzionamento
Vi sono vari tipi di sclerometro (sclerometro a molla di Schmidt, sclerometro a molla di Frank, ecc.) i quali sono essenzialmente costituiti da una massa battente in acciaio, azionata da una molla, che contrasta un'asta di percussione che è a diretto contatto con la superficie del calcestruzzo su cui si deve effettuare la prova sclerometrica.
Lo sclerometro serve a misurare la durezza del materiale e si basa sul principio che il rimbalzo della massa metallica che percuote la superficie è funzione della durezza della superficie stessa.
Per usare lo strumento si deve premere l'asta di percussione sulla superficie da provare fino all'arresto.
In questo modo la massa contenuta nell'apparecchio viene caricata per mezzo di una molla, di una quantità fissa di energia.
Si libera poi la massa, la quale urta contro il percussore ancora in contatto con la superficie e rimbalza, l'entità del rimbalzo è misurata da un indice che scorre lungo una scala graduata presente sullo strumento.
Il valore di rimbalzo, opportunamente parametrizzato in funzione anche dell'angolo di battuta, fornisce un'indicazione orientativa della resistenza del calcestruzzo. 
A tale scopo lo strumento è corredato da più curve di correlazione indice di battitura - resistenza meccanica determinate sperimentalmente, che variano in funzione della direzione d'uso dello sclerometro (orizzontale, verticale verso il basso, verticale verso l'alto, ecc.) che, attraverso una serie di curve, consentono di risalire dalla durezza dell'elemento alla resistenza del materiale. 
Queste curve sono del tipo:
- Rm = aIb

dove:
- Rm = resistenza media a compressione del calcestruzzo in MPa;
- I =  indice di rimbalzo;
- a e  b = coefficienti opportunamente calibrati mediante prove distruttive su carote.

Il valore ottenuto viene confrontato con la resistenza media di progetto che si può ricavare dal valore di Rck assunto nei calcoli dal progettista in base al tipo di calcestruzzo che si è previsto di utilizzare.
Eventuali riscontri di resistenze non adeguate potranno comportare talvolta la richiesta di prove più onerose, come prove distruttive su carote ed analisi di laboratorio.
A causa dell'incertezza nella correlazione matematica tra queste due proprietà del materiale, la prova sclerometrica non è ufficialmente riconosciuta nelle normative tecniche.

## Parametri che influenzano la prova
Tra i parametri che possono falsare la prova i più comuni sono: 
- umidità del materiale,
- snellezza dell'elemento strutturale: per elementi monodimensionali lo spessore deve essere almeno di 12 cm per quelle bidimensionali almeno di 10 cm,
- carbonatazione del calcestruzzo: poiché il fenomeno della carbonatazione provoca l'indurimento dello strato superficiale provocando così un'alterazione del fenomeno di rimbalzo, lo sclerometro è indicato per verifiche su calcestruzzi giovani;
- presenza di armature o di inerti grossolani affioranti in corrispondenza dei punti di battitura: la battuta effettuata in corrispondenza di sottostanti armature o inerti grossolani affioranti falsa i valori di rimbalzo innalzando l'indice di rimbalzo;
- imperfetta taratura dello strumento;
- strumento non perfettamente ortogonale alla superficie da provare: l'inclinazione dello strumento influenza il valore dell'indice di rimbalzo.
- zone con difetti superficiali come nidi di ghiaia, porosità eccessiva, giunti tecnici, ecc.: La presenza di vuoti penalizza il valore degli indici di rimbalzo minori. Infatti lo sclerometro va usato soltanto su calcestruzzi a struttura chiusa e pertanto si debbono escludere quelli leggeri, cellulari o porosi (calcestruzzi a struttura aperta).

L'aleatorietà di tutti questi elementi (ed altri di importanza minore) consigliano quindi di utilizzare la prova sclerometrica solo in termini qualitativi e per verificare l'uniformità del materiale.
Ad ogni modo è innegabile la rapidità di esecuzione; l'onerosità della prova dipende principalmente dal tempo impiegato dal tecnico per recarsi in sito.

## Prova sclerometrica
L'esecuzione della prova e l'elaborazione delle misure deve essere effettuata nel rispetto del p.to 12.4 delle Linee Guida per la messa in opera del calcestruzzo strutturale e per la valutazione delle caratteristiche meccaniche del calcestruzzo indurito mediante prove non distruttive edite dal Servizio Tecnico Centrale del Consiglio Superiore dei LL.PP. – febbraio 2008.
La prova va effettuata quando la struttura è al rustico cioè senza la presenze di finiture quali intonaci, pavimenti, ecc.
Il primo passo è individuare le membrature (pilastri, travi, ecc.) oggetto della misure sclerometriche.
Si può ricorrere preventivamente ad una prova pacometrica al fine di individuare le aree non interessate da armature in prossimità della superficie.
Inoltre l'area di prova deve essere priva di difetti superficiali quali nidi di ghiaia, forti porosità e rilevanti irregolarità.
Individuata l'area di misura si procede alla misurazione.
Ogni serie di misurazioni è composta da non meno di 10 battute non sovrapposte (è sbagliato effettuare più battute sullo stesso identico punto fisico). Di norma una misurazione è composta da 12 battute.
Sulla membratura oggetto di verifica, prima di ogni misurazione si effettua la pulizia della superficie di indagine utilizzando ad esempio una spazzola abrasiva a grana media in carburo di silicio o una mola e si verifica il grado di carbonatazione della stessa mediante nebulizzazione di una soluzione di fenolftaleina all'1% di alcool etilico.
Successivamente si disegna sulla superficie da saggiare, con una matita, una griglia regolare costituita da non meno di 10 punti, di regola se ne individuano 12, distanti 20 ÷ 50 mm (di norma 30 mm) tra loro (e dal bordo di eventuali difetti superficiali presenti o da ferri d'armatura preventivamente rilevati), utilizzando un'apposita griglia in plastica normalmente in dotazione con lo strumento.
In corrispondenza di questi punti si effettuano le battute e si segnano i singoli indici di rimbalzo I.
Per ogni serie di misurazioni normalmente si calcola la mediana (vedi ErrataCorrige 1-2020 UNI EN 12504-2:2012 recepita in UNI EN 12504-2:2021) ottenendo così l'indice di rimbalzo medio Im.
I risultati delle prove possono considerarsi accettabili quando almeno l'80% degli indici di rimbalzo I si discosta da Im  per meno di 6 unità, altrimenti deve essere scartata l'intera serie di misure e la prova va ripetuta in una zona adiacente.

## Elaborazione delle misure
Dalla curva di correlazione relativa alla direzione dello sclerometro (orizzontale, verticale verso il basso, verticale verso l'alto) si trasforma Im in resistenza cubica Rm .
Noto il valore di progetto della resistenza Rck, nell'ipotesi di controllo di accettazione del calcestruzzo di tipo A, si può calcolare la resistenza media a compressione di progetto Rmp (§ 11.2.10.1 NTC 2008):
- Rmp = fcm/0,83 = (fck+8)/0,83 = Rck +8/0,83

Se Rm ≥ 0,85 Rmpil calcestruzzo utilizzato è compatibile con il calcestruzzo previsto in progetto.

## Taratura dello strumento
La funzionalità dello sclerometro va verificata e calibrata facendo ricorso a misurazioni su un'apposita massa denominata incudine di taratura o massa di riscontro.

### Normativa
- UNI EN 12504-2:2012: Prove sul calcestruzzo nelle strutture - Prove non distruttive - Determinazione dell'indice sclerometrico
- Linee Guida per la messa in opera del calcestruzzo strutturale e per la valutazione delle caratteristiche meccaniche del calcestruzzo indurito mediante prove non distruttive edite dal Servizio Tecnico Centrale del Consiglio Superiore dei LL.PP. – febbraio 2008